# Herba del pobre home
|  | Aquest article tracta sobre l'herba del pobre home o gracíola. Vegeu-ne altres significats a «Herba del pobre home (desambiguació)». |

La gracíola, herba del pobre home, herba del pobre (Gratiola officinalis), és una planta amb flors de la família de les plantaginàcies.

## Distribució i hàbitat
Aquesta planta és nadiua de les zones temperades d'Europa. Manca a Escandinàvia i les Illes Britàniques. És una planta molt rara a Catalunya que es pot trobar en zones humides properes al litoral de les Comarques gironines i el Rosselló.
Es troba en terrenys alterats a la vora d'estanys, aiguamolls i corrents d'aigua, en prats humits, jonqueres i en bassals o basses d'assecament intermitent o estacional. Tot i que sovint creix en ambients ruderals, l'herba del pobre home es considera una espècie amenaçada en els seus hàbitats naturals.

## Descripció

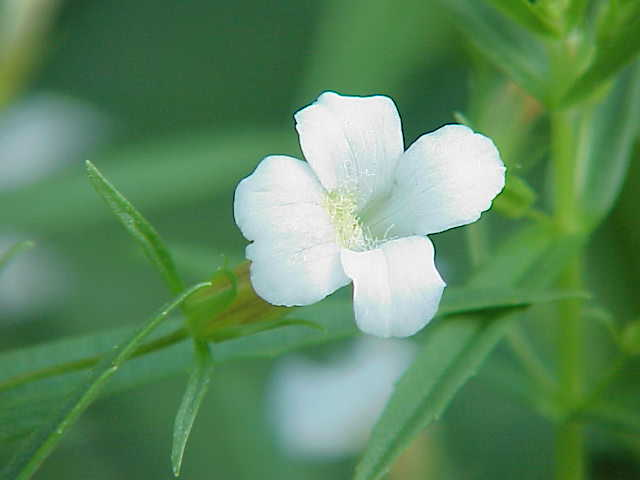
Herba del pobre home; detall de la flor

És una herba perenne, hemicriptòfita i rizomatosa. Creix fins a una alçada d'entre 20 i 50 cm. Prefereix sòls silícics (calcaris). Les fulles són fosques, oposades, lanceolades i dentades a la part terminal.
L'herba del pobre home floreix de juny a octubre. Les flors són solitàries i blanques, amb matisos groguencs i porpres. Es troben a l'axil·la de la planta. El fruit és en càpsula.
Es cultiva també com a planta ornamental. Se'n poden plantar esqueixos, dividir les mates o fer germinar les llavors.

## Usos medicinals
El nom que duu aquesta planta prové dels productes medicinals extrets del seu rizoma. Aquests es feien servir en la medicina herbal casolana en el passat per tractar mals que es consideraven malediccions, com l'epilèpsia i malalties mentals. Actua com a vomitiu, purgant i vermífug molt eficaç i potser massa violent. Tot i que era molt apreciada en el passat com a planta medicinal l'herba del pobre home és una espècie molt tòxica que ha produït enverinaments mortals en alguns casos. Totes les parts de la planta són verinoses i avui ja no s'utilitza a causa de l'elevat perill d'enverinament. Es fa servir, però, en la farmacopea homeopàtica en dosis ínfimes.
Antigament hom deia que la Verge Maria va donar aquesta herba a un pobre home malalt, commoguda per la seva desesperació. El nom Gratiola prové del llatí gratia, en referència a la gràcia o misericòrdia de la Mare de Déu.